# 1495年
| 千纪： | 2千纪 |
| 世纪： | 14世纪 \| 15世纪 \| 16世纪                                                                                 |
| 年代： | 1460年代 \| 1470年代 \| 1480年代 \| 1490年代 \| 1500年代 \| 1510年代 \| 1520年代                           |
| 年份： | 1490年 \| 1491年 \| 1492年 \| 1493年 \| 1494年 \| 1495年 \| 1496年 \| 1497年 \| 1498年 \| 1499年 \| 1500年 |
| 纪年： | 乙卯年（兔年）；明弘治八年；越南洪德二十六年；日本明應四年                                                 |

## 大事记
- 達延汗征服兀良哈三衛。
- 伊勢盛時（北條早雲）以計謀奪取大森藤賴之小田原城。
- 朝鮮王朝朝鮮成宗病逝，二子燕山君繼位。
- 法國國王查理八世幾乎兵不血刃地攻佔那不勒斯首府，那不勒斯國王阿方索二世父子逃走，那不勒斯全境被占領，但威尼斯、米蘭、佛羅倫斯等城邦、羅馬教皇、西班牙與神聖羅馬帝國迅速結成同盟對抗法國，於艾米利亚福尔诺沃战役戰勝查理八世，法國军退出義大利半岛。
- 葡萄牙國王若昂二世死後無嗣，由堂弟曼努埃爾一世繼位。

## 逝世
- 1月20日——朝鮮成宗，朝鮮第9代國王
- 10月25日——若昂二世，葡萄牙和阿爾加爾維國王，阿方索五世之子
- 12月18日——阿方索二世，那不勒斯國王。